# Булычёв, Александр Игоревич
Алекса́ндр И́горевич Булычёв (бел. Аляксандр Ігаравіч Булычоў; род. 19 ноября 1999, Витебск) — белорусский футболист, полузащитник пинской «Волны».

## Клубная карьера
В 2019 году выступал за дубль солигорского «Шахтёра», приняв участие в 14 матчах и забив 2 мяча. 9 ноября впервые попал в заявку на матч чемпионата Белоруссии против «Славии», но на поле не появился. 4 марта 2020 года дебютировал за основную команду «Шахтёра» в игре за Суперкубок Белоруссии. Булычёв вышел в стартовом составе, но результативными действиями на поле не отметился, в результате чего в перерыве был заменён на Александра Селяву. 16 мая сыграл первую игру в Высшей лиге против «Славии», выйдя на поле на 2-й компенсированной к основному времени матча минуте вместо Сергея Балановича.
В сентябре 2020 года был отдан в аренду в «Городею», в составе которой трижды выходил на поле в матчах Высшей лиги. В январе 2021 года присоединился к «Витебску» на правах аренды, где ни разу не сыграл за клуб в Высшей лиге и провёл один матч в Кубке страны. Летом футболист вернулся обратно в солигорский «Шахтёр» и сразу же после возвращения отправился в аренду в «Энергетик-БГУ», где стал получать игровую практику играя в основном составе команды.
10 февраля 2022 года перешёл в «Динамо-Брест». Соглашение с клубом рассчитано до конца 2022 года с опцией продления ещё на один сезон. Александр присоединился к команде перед началом предсезонной подготовки и принимал участие в товарищеских матчах в статусе игрока на просмотре.
В сентябре 2022 года перешёл во владимирское «Торпедо», подписав контракт на год. Дебютировал за клуб 10 сентября 2022 года в матче против московского «Торпедо-2», выйдя на замену на 85 минуте.
В марте 2023 года перешёл в рогачёвский «Макслайн».
В августе 2023 года футболист проходил просмотр в брестском «Динамо». В декабре 2023 года футболист покинул брестский клуб, расторгнув контракт по соглашению сторон.
В марте 2024 года футболист присоединился к пинской «Волне».

## Клубная статистика
| Выступление        | Выступление      | Выступление      | Лига | Лига | Кубки | Кубки | Конт. кубки | Конт. кубки | Другое | Другое | Итого | Итого |
| Клуб               | Лига             | Сезон            | Игры | Голы | Игры  | Голы  | Игры        | Голы        | Игры   | Голы   | Игры  | Голы  |
| ------------------ | ---------------- | ---------------- | ---- | ---- | ----- | ----- | ----------- | ----------- | ------ | ------ | ----- | ----- |
| Шахтёр (Солигорск) | Высшая лига      | 2020             | 1    | 0    | 0     | 0     | 0           | 0           | 1      | 0      | 2     | 0     |
| Шахтёр (Солигорск) | Итого            | Итого            | 1    | 0    | 0     | 0     | 0           | 0           | 1      | 0      | 2     | 0     |
| Городея            | Высшая лига      | 2020             | 3    | 0    | 0     | 0     | 0           | 0           | 0      | 0      | 3     | 0     |
| Городея            | Итого            | Итого            | 3    | 0    | 0     | 0     | 0           | 0           | 0      | 0      | 3     | 0     |
| Всего за карьеру   | Всего за карьеру | Всего за карьеру | 4    | 0    | 0     | 0     | 0           | 0           | 1      | 0      | 5     | 0     |